# Гусиный лук низкий
Гусиный лук низкий (лат. Gagea pusilla) — вид травянистых растений рода Гусиный лук (Gagea) семейства Лилейные (Liliaceae).

## Ботаническое описание
Многолетнее травянистое растение. Луковица небольшая, яйцевидная, одетая светло-бурыми влагалищами; иногда луковица сидит косо и снабжена маленькой придаточной луковичкой. Стебель 7—8 см высотой, нежный, реже стебель до 10—17 см высотой с большим числом цветков. Всё растение зелёное, без сизого налета; прикорневой лист узколинейный, 1,5—2 (3) мм шириной, снизу с килем, сверху с желобком, превышает соцветие; подсоцветные листья супротивные, голые, реже вместе с цветоножками более или менее густо ресничато-пушистые, нижний из них узколанцетный, превышает соцветие.
Соцветие из 1—4 цветков на тонких цветоножках, в 1,5—2 раза длиннее цветков, при плодах прямо или косо вверх стоячих и удлиняющихся; в соцветии цветёт обычно один цветок. Листочки околоцветника 10—12 мм длиной, узколинейно-продолговатые, к вершине постепенно суженные и слегка заострённые, внутри бледно-жёлтые, снаружи зелёные. Коробочка яйцевидно-шаровидная, почти вдвое короче околоцветника. Цветение с февраля до апреля.

## Распространение и экология
Европа, Западная Сибирь, Средняя Азия. Растёт в степях, на сухих травянистых склонах, в степных кустарниках, по опушкам лесов и на полях.